# William T. Vollmann
William T. Vollmann, all'anagrafe William Tanner Vollmann (Santa Monica, 28 luglio 1959), è uno scrittore, giornalista e saggista statunitense.

## Biografia
William T. Vollmann è nato a Los Angeles e lì ha vissuto per cinque anni. Ha frequentato la scuola pubblica superiore a Bloomington, nello stato dell'Indiana, e ha vissuto anche nel New Hampshire, a New York e nella baia di San Francisco. Suo padre era Thomas E. Vollmann, professore di economia all'Università dell'Indiana. Quando aveva nove anni, la sorella di sei anni di Vollmann annegò in uno stagno mentre era sotto la sua supervisione, e lui si sentì responsabile della sua morte. Secondo lui, questa perdita ha influenzato gran parte del suo lavoro.
Vollmann ha studiato al Deep Springs College e alla Cornell University. Dopo l'università ha lavorato come segretario in una piccola compagnia di assicurazioni, a San Francisco, per otto mesi. Con i soldi ricavati da questo impiego, partì per l'Afghanistan durante l'invasione sovietica, scrivendo le sue esperienze in An Afghanistan Picture Show, or, How I Saved the World.
Al ritorno, mentre era intento a scrivere il suo primo romanzo, You Bright and Risen Angels, Vollmann lavorava come programmatore di computer nonostante, per sua stessa ammissione, non fosse un esperto.
Ha pubblicato scritti di viaggio per la rivista Spin e per il New Yorker, e spesso pubblica articoli nella New York Times Book Review. All'inizio del 2004, dopo molti rinvii, McSweeney's ha pubblicato Rising Up and Rising Down, un trattato sulla violenza in sette volumi di 3 300 pagine, che ha ricevuto una nomination per il National Book Critics Circle Award; una versione ridotta a un solo volume è stata pubblicata alla fine dell'anno da Ecco Press. Rappresenta oltre vent'anni di lavoro e tentativi di stabilire un computo morale che consenta di misurare le cause e gli effetti della violenza in tutto il mondo.
Le altre opere di Vollmann trattano spesso dell'insediamento degli europei nel Nordamerica, come nel ciclo di romanzi I sette sogni: un libro di paesaggi nordamericani, del quale in Italia sono stati pubblicati, tra il 2007 e il 2018, solo tre volumi (La camicia di ghiaccio, Venga il tuo regno e I Fucili), o storie di persone (spesso prostitute) ai margini della guerra, della povertà e della speranza. Il suo romanzo Europe Central, che tratta di un ampio gruppo di personaggi coinvolti nella guerra tra Germania e Unione Sovietica, ha vinto nel 2005 il National Book Award per la narrativa.
Nel 2008, Vollmann ricevette lo Strauss Living Award, una borsa quinquennale che gli fruttò 50 000 dollari all'anno, non tassati. Nel 2009, Vollmann pubblicò Imperial, un saggio sulla vita nella Contea di Imperial in California, vicino al confine col Messico.
Nel 2010, Vollmann pubblicò uno studio sul teatro Nō giapponese intitolato Kissing the Mask: Beauty, Understatement, and Femininity in Japanese Noh Theater.

Vollman sperimentò per la prima volta la pratica del crossdressing nel 2008 e, da allora, ha sviluppato un alter ego chiamato Dolores del quale scrisse in The Book of Dolores del 2013. 
(Willam Vollmann)
Nella vita privata, Vollmann rifiuta la fama letteraria e l'utilizzo di dispositivi moderni quali cellulari e carte di credito e viene talvolta descritto come misantropo e schivo.
In un saggio per Harper's Magazine del 2013, intitolato Life as a Terrorist, Vollmann rivelò quanto il sentimento verso i temi di "anti-progresso, anti-industrializzazione" dei primi lavori abbia cambiato la sua vita. Utilizzando i file ufficiali, ottenuti attraverso il Freedom of Information Act, il saggio descrive l'investigazione che l'FBI condusse sullo stesso Vollmann nella metà negli anni novanta, ritenendolo sospettato nel caso Unabomber.
Abita a Sacramento, in California, con la moglie e la figlia.

## Opere

### Romanzi
- You Bright and Risen Angels (New York, Atheneum, 1987)
- Europe Central (New York, Viking, 2005), Milano, Mondadori, 2010. ISBN 978-88-04-59264-8
- The Lucky Star (New York, Viking, 2020)

#### TrilogiaProstitution
- Puttane per Gloria (Whores for Gloria, New York, Pantheon Books, 1991), Milano, Mondadori, 2000. ISBN 88-04-47253-7
- Storie di farfalla (Butterfly Stories: A Novel, New York, Grove Press, 1993), Roma, Fanucci, 1999. ISBN 88-347-0707-9
- The Royal Family (New York, Viking, 2000)

#### CicloI sette sogni: un libro di paesaggi nordamericani
Ciclo I sette sogni: un libro di paesaggi nordamericani
1. La camicia di ghiaccio (The Ice-Shirt, New York, Viking, 1990), Padova, Alet, 2007. ISBN 978-88-7520-041-1
2. Venga il tuo regno (Fathers and Crows, New York, Viking, 1992), Padova, Alet, 2011. ISBN 978-88-7520-113-5
3. Argall: The True Story of Pocahontas and Captain John Smith (New York, Viking, 2001)
4. The Poison Shirt (non pubblicato)
5. The Dying Grass (New York, Viking, 2015)
6. I Fucili (The Rifles, New York, Viking, 1994), Roma, Minimum Fax, 2018. ISBN 978-88-7521-982-6
7. The Cloud-Shirt (non pubblicato)

### Raccolte di racconti
- I racconti dell'arcobaleno (The Rainbow Stories, New York, Atheneum, 1989), Roma, Fanucci, 2001. ISBN 88-347-0901-2
- Tredici storie per tredici epitaffi (Thirteen Stories and Thirteen Epitaphs, New York, Pantheon Books, 1991), Roma, Fanucci, 2005. ISBN 88-347-1080-0
- L'Atlante (The Atlas, New York, Viking, 1996), trad. Cristiana Mennella, Roma, Minimum Fax, 2023, ISBN 978-88-3389-466-9
- Ultime storie e altre storie (Last Stories and Other Stories, New York, Viking, 2014), Milano, Mondadori, 2016. ISBN 978-88-04-65140-6

### Non-fiction
- Afghanistan picture show. Ovvero, come ho salvato il mondo (An Afghanistan Picture Show: or, How I Saved the World, New York, Farrar, Straus and Giroux, 1992), Padova, Alet, 2005. ISBN 88-7520-011-4
- Come un'onda che sale e che scende. Pensieri su violenza, libertà e misure d'emergenza (Rising Up and Rising Down: Some Thoughts on Violence, Freedom and Urgent Means, San Francisco, McSweeney's Books, 2003), Milano, Mondadori, 2007. ISBN 978-88-04-56676-2. Nuova edizione, Roma, Minimum Fax, 2022.
(l'edizione italiana è ridotta a un solo volume di circa mille pagine)
- Uncentering the Earth: Copernicus and the Revolutions of the Heavenly Spheres (New York, Norton, 2006)
- I poveri (Poor People, New York, Ecco, 2007) Minimum Fax, 2020. ISBN 978-88-3389-180-4
- Riding Toward Everywhere (New York, Ecco, 2008)
- Imperial (New York, Viking, 2009)
- Kissing the Mask: Beauty, Understatement and Femininity in Japanese Noh Theater (New York, Ecco, 2010)
- Zona proibita. Un viaggio nell'inferno e nell'acqua alta del Giappone dopo il terremoto (Into the Forbidden Zone, New York, Byliner, 2011), Milano, Mondadori, 2012. ISBN 978-88-04-61970-3
- The Book of Dolores (Brooklyn, PowerHouse Books, 2013)
- No Immediate Danger: Volume One of Carbon Ideologies (New York, Viking, 2018)
- No Good Alternative: Volume Two of Carbon Ideologies (New York, Viking, 2018)